# Patrick B. Roberson

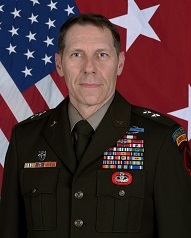
Patrick B. Roberson (2022)

Patrick B. Roberson (* um 1968) ist ein Generalmajor der United States Army. Er war unter anderem Kommandeur der United States Army John F. Kennedy Special Warfare Center and School.
Über das ROTC-Programm der Minnesota State University, Mankato gelangte er im Jahr 1990 in das Offizierskorps des US-Heeres. Dort wurde er als Leutnant der Infanterie zugeteilt. In der Armee durchlief er anschließend alle Offiziersränge vom Leutnant bis zum Zwei-Sterne-General.
In seinen jüngeren Jahren absolvierte er den für Offiziere in den niederen Rangstufen üblichen Dienst in verschiedenen Einheiten und Standorten.  Im Jahr 1994 wechselte er von der Infanterie zu den Sondereinheiten des Heeres (Special Forces). Im weiteren Verlauf seiner Karriere kommandierte er Einheiten der Special Forces auf verschiedenen Ebenen. Außerdem war er Stabsoffizier in verschiedenen Hauptquartieren.
Im Jahr 1991 war er mit der 10th Special Forces Group im Irak eingesetzt. Bei der Operation Provide Comfort ging es nach dem Zweiten Golfkrieg um humanitäre Hilfe und den Schutz kurdischer Flüchtlinge. Im weiteren Verlauf der 1990er Jahre war Roberson mit den SFOR Truppen in Bosnien und Herzegowina eingesetzt. Im Irakkrieg war er zunächst Kompanieführer und dann Bataillonskommandeur einer amerikanischen Sondereinsatzgruppe.
Im Jahr 2010 absolvierte er die School of Advanced Military Studies, die Teil des Command and General Staff Colleges ist. Danach erhielt er das Kommando über die 3rd Special Forces Group in Fort Bragg. Er wurde nach Afghanistan versetzt, wo er ebenfalls eine Einheit der Special Forces kommandierte. Nach seiner Rückkehr in die Vereinigten Staaten wurde Patrick Roberson Stabschef des United States Army Special Operations Commands in Fort Bragg (Fort Liberty).
Zwischen August 2015 und August 2017 war er stellvertretender Kommandeur des  1st Special Forces Commands. In diese Zeit fiel am 2. Juli 2016 seine Beförderung zum Brigadegeneral. Mit seiner Einheit war er auch an der Operation Inherent Resolve im Irak und in Syrien beteiligt. Zwischen August 2017 und Juli 2018 leitete Roberson die kombinierte G3/5/7 Stabsabteilung des United States Army Reserve Commands in Fort Bragg (Fort Liberty).
Daran schloss sich eine weitere Versetzung in den Nahen Osten an, wo er zwischen Juli 2018 und Juni 2019 die Sondereinheiten die im Rahmen der Operation Inherent Resolve eingesetzt waren kommandierte (Commander, Special Operations Joint Task Force-Operation Inherent Resolve). In diese Zeit fiel am 2. Februar 2019 seine Beförderung zum Generalmajor.
Im August 2019 erhielt Patrick Roberson als Nachfolger von Kurt L. Sonntag das Kommando über die United States Army John F. Kennedy Special Warfare Center and School, die ebenfalls in Fort Bragg angesiedelt ist. Dieses Amt bekleidete er bis zum August des Jahres 2022 als Guillaume Beaurpere seine Nachfolge antrat. Nach dem Ende dieses Auftrags verblieb Roberson in Fort Bragg, wo er stellvertretender Kommandeur des United States Army Special Operations Command wurde. Dieses Amt bekleidet er bis heute (Juni 2024).

## Orden und Auszeichnungen
Patrick Roberson erhielt im Lauf seiner militärischen Laufbahn unter anderem folgende Auszeichnungen:
- Army Distinguished Service Medal
- Defense Superior Service Medal
- Legion of Merit
- Bronze Star Medal
- Defense Meritorious Service Medal
- Meritorious Service Medal
- Joint Service Commendation Medal
- Army Commendation Medal
- Army Achievement Medal
- Joint Meritorious Unit Award
- Valorous Unit Award
- Superior Unit Award
- National Defense Service Medal
- Afghanistan Campaign Medal
- Iraq Campaign Medal
- Inherent Resolve Campaign Medal
- Global War on Terrorism Expeditionary Medal
- Global War on Terrorism Service Medal
- NATO-Medaille